# State Line (Idaho)
State Line es una ciudad ubicada en el condado de Kootenai en el estado estadounidense de Idaho. En el Censo de 2010 tenía una población de 38 habitantes y una densidad poblacional de 154,44 personas por km².

## Geografía
State Line se encuentra ubicada en las coordenadas 47°42′20″N 117°2′9″O / 47.70556, -117.03583. Según la Oficina del Censo de los Estados Unidos, State Line tiene una superficie total de 0.25 km², de la cual 0.25 km² corresponden a tierra firme y (0%) 0 km² es agua.

## Demografía
Según el censo de 2010, había 38 personas residiendo en State Line. La densidad de población era de 154,44 hab./km². De los 38 habitantes, State Line estaba compuesto por el 100% blancos, el 0% eran afroamericanos, el 0% eran amerindios, el 0% eran asiáticos, el 0% eran isleños del Pacífico, el 0% eran de otras razas y el 0% pertenecían a dos o más razas. Del total de la población el 0% eran hispanos o latinos de cualquier raza.